# Mozzo
Mozzo là một đô thị ở tỉnh Bergamo trong vùng Lombardia của nước Ý, có vị trí cách khoảng 45 km về phía đông bắc của Milano và khoảng 5 km về phía tây của Bergamo. Tại thời điểm ngày 31 tháng 12 năm 2004, đô thị này có dân số 7.202 người và diện tích là 3,6 km².
Đô thị Mozzo có các frazioni (đơn vị cấp dưới, chủ yếu là các làng) Borghetto, Ca' del Lupo, Colombera, Crocette, Dorotina, Merena, Mozzo di Sopra, và Pascoletto.
Mozzo giáp các đô thị: Bergamo, Curno, Ponte San Pietro, Valbrembo.